# Duanesburg
Duanesburg es un pueblo ubicado en el condado de Schenectady en el estado estadounidense de Nueva York. En el año 2000 tenía una población de 5,808 habitantes y una densidad poblacional de 31 personas por km².

## Geografía
Duanesburg se encuentra ubicado en las coordenadas 42°46′51″N 74°10′14″O / 42.78083, -74.17056.

## Demografía
Según la Oficina del Censo en 2000 los ingresos medios por hogar en la localidad eran de $58,463, y los ingresos medios por familia eran $65,461. Los hombres tenían unos ingresos medios de $40,237 frente a los $28,125 para las mujeres. La renta per cápita para la localidad era de $23,345. Alrededor del 2.2% de la población estaban por debajo del umbral de pobreza.